# Гора-Каменка
Гора-Каменка (рос. Гора-Каменка) — присілок в Псковському районі Псковської області Російської Федерації.
Населення становить 95 осіб. Входить до складу муніципального утворення Карамишевська волость.

## Історія
Від 2015 року входить до складу муніципального утворення Карамишевська волость.

## Населення
| 2001 | 2002 | 2010 |
| ---- | ---- | ---- |
| 116  | ↘110 | ↘95  |